# Mária Telkes
Mária Telkes (ur. 12 grudnia 1900 w Budapeszcie, zm. 2 grudnia 1995) – węgiersko-amerykańska biofizyk, naukowiec, konstruktorka, zajmująca się badaniami nad energią słoneczną.

## Życiorys
Po ukończeniu studiów w zakresie fizyki chemicznej na Uniwersytecie Loránda Eötvösa w Budapeszcie w 1925 roku wyemigrowała do Stanów Zjednoczonych, gdzie pracowała początkowo jako biofizyk w szkole. W 1937 roku otrzymała obywatelstwo amerykańskie. Od 1939 do 1953 brała udział w badaniach nad energią słoneczną w Massachusetts Institute of Technology (MIT).
W 1948 roku Telkes, wraz z architektką Eleanor Raymond (1887–1989), zaprojektowała pierwszy system ogrzewania słonecznego dla Dover Sun House w Dover, w stanie Massachusetts, a w 1952 roku urządzenie magazynujące energię, wykorzystujące zasadę termoelektryczności półprzewodników.
Była wynalazczynią praktycznych urządzeń termicznych, w tym miniaturowego urządzenia wykorzystującego energię słoneczną do odsalania wody morskiej, do użytku na łodziach ratunkowych.
W MIT zajmowała się między innymi tworzeniem urządzeń do przechowywania energii cieplnej i urządzeń termoelektrycznych zasilanych światłem słonecznym.
Należy do grona prekursorów tworzenia systemów magazynowania energii słonecznej, czemu zawdzięcza przydomek „Królowa Słońca”. W latach 70. przeprowadziła się do Teksasu, gdzie była konsultantką różnych firm branży solarnej, w tym Northrup Solar, która następnie przekształciła się w ARCO Solar, a ostatecznie w BP Solar.

## Upamiętnienie
Jej imieniem nazwano kilka szkół średnich w Kalifornii oraz gimnazjum w Ohio. W 2012 została wprowadzona do amerykańskiej narodowej galerii sław.